# 留岡菊子
留岡 菊子（とめおか きくこ、旧姓：寺尾（てらお）、1874年（明治7年）10月4日 - 1933年（昭和8年）4月19日）は留岡幸助の妻。社会福祉活動家。愛媛県喜多郡内子町出身。

## 経歴

### 生い立ち
愛媛県喜多郡天神村（現在の内子町）に寺尾家の長女として誕生した。その後、設立したばかりの岡山県上房郡高梁町（現在の高梁市）にあった順正女学校（現在の岡山県立高梁高等学校）に学び、東京に出て巣鴨家庭学校の保母となる。1901年（明治34年）6月1日に留岡幸助と結婚した。菊子が26歳のときだった。

### 結婚後
結婚した年の10月に菊子は慈善事業師範学校を開設して従事者の養成をはかるなど事業を拡大し、1906年7月には財団法人なった。 この師範学校には園芸部、木工部、西洋洗濯部があり家庭的生活と実物、労作教育を進めることで青少年の育成を支援した。さらに1914年（大正3年）には、北海道社名淵に教育農場を開き、次いで北海道家庭学校を開校するなど、夫の社会的実践を支えた。
妻としても4男3女をもうけた。これに加えて、幸助の先妻の夏子との子である6名（5男1女）、つまりは、13名の子を育てた。官僚の留岡幸男、教育家の留岡清男は、幸助の前妻の夏子との子であるが、菊子は育ての母である。1933年、東京で病没した。58歳没。